# Charles Thiennes de Lombise

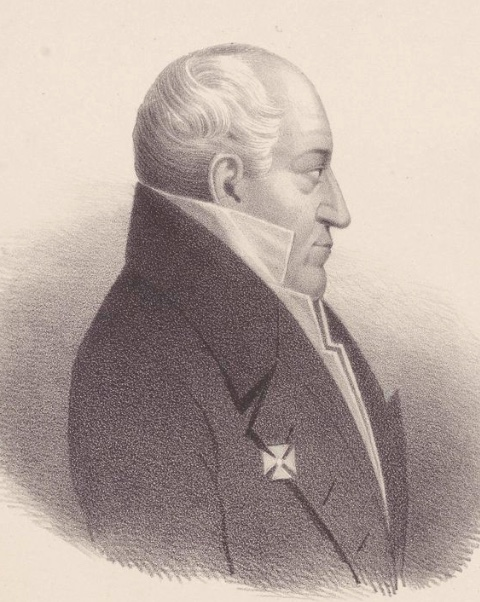

Charles Ignace Philippe de Thiennes de Lombise (Lombise, 27 april 1758 – Lombise, 18 augustus 1839) was een Zuid-Nederlands edelman en voorzitter van de Eerste Kamer der Staten-Generaal.

## Levensloop
Charles de Thiennes de Lombise was een zoon van Pierre de Thiennes, heer van Lombise en van Marie Gaethovius, vrouw van Attenhoven.
Hij promoveerde in 1781 tot licentiaat in beide rechten aan de universiteit van Leuven en werd raadsheer bij de Raad van Henegouwen. Hij behoorde tot de Tweede stand van dit graafschap en was gedeputeerde in de Staten van Henegouwen. Tijdens de Brabantse Revolutie was hij lid van het Oorlogscomité. Na de mislukking vluchtte hij naar andere oorden. Hij kwam pas in 1796 terug. In de Franse tijd was hij raadsheer voor het departement Jemappes en voorzitter van het kanton Lens. Hij was aanwezig bij de kroning tot keizer van Napoleon.
Tijdens de voorlopige regering van België werd hij in augustus 1814 commissaris-generaal van justitie. Die functie ruilde hij in 1815 voor die van commissaris-generaal voor het toezicht en beleid der politie. In 1815 maakte hij deel uit van de Grondwetscommissie.
Onder het Verenigd Koninkrijk der Nederlanden werd hij in 1816 erkend in de erfelijke adel met de titel graaf, overdraagbaar bij eerstgeboorte, en benoemd in de Ridderschap van Henegouwen. Vanaf september 1815 werd hij benoemd tot eerste voorzitter van de Eerste Kamer. Hij bleef dat tot oktober 1818 en wisselde daarna tot in 1830 het voorzitterschap jaarlijks af met de Noord-Nederlander Röell. 
Naast Eerste Kamerlid werd hij ook minister van Staat.